# Parafia św. Marcina w Borzyszkowach
Parafia Świętego Marcina w Borzyszkowach – parafia rzymskokatolicka, znajdująca się w diecezji pelplińskiej, w dekanacie Borzyszkowy.
Parafia liczy 1050 wiernych. 

## Zasięg parafii
Parafia obejmuje następujące miejscowości: Gliśno, Łąkie, Ostrowite, Prądzona i Wojsk.
Parafia była kiedyś obszarowo i liczebnie większa niż dziś. Od Borzyszkowych odłączono Brzeźno Szlacheckie – w 1901 roku, potem Borowy Młyn – w 1913 roku, a w końcu Zapceń – w 1930 roku oraz Lipnicę – w 1992 roku.

## Historia parafii
Parafia została erygowana przed 1298 r. Pierwsza wzmianka źródłowa dotycząca parafii borzyszkowskiej pochodzi z 1352 roku. Istnienie kościoła parafialnego w Borzyszkowach potwierdza dokument erygujący sąsiednią wieś Ostrowite z 1366 roku. W 1721 r. kościół z zabudowaniami plebańskimi został zniszczony w pożarze. Nowy kościół, stojący do dziś, poświęcono w 1723 r., a prace wykończeniowe trwały do 1726 r. Postawił go, podobnie jak w pobliskim Brzeźnie Szlacheckim – ksiądz proboszcz Wojciech Klekner.

## Proboszczowie
Źródła: strona diecezji pelplińskiej, archiwalna strona parafii, Teofil Cichosz – "Zarys Dziejów Gochów"
- ks. Stanisław Pilenus (1617)
- ks. Sebastian ze Żnina (1632)
- ks. Andrzej Woźniak (1653–1660)
- ks. Wawrzyniec Florian Ryndwelski (1691–1703)
- ks. Adalbert (Wojciech) Antoni Klekner (1703–1751)
- ks. Jan Gotfryd Bork (1751–1772)
- ks. Szymon Jan von Pluto Prądzyński (1772–1802)
- ks. Tomasz Gielawski (1802–1805)
- ks. Kazimierz Józef Gierszewski (1805–1828)
- ks. Martin Sylwester Riebschlaeger (1828–1845)
- ks. Paweł Hillan (1845–1854)
- ks. Józef Sartowski (1854–1855)
- ks. Franciszek Dekowski (1855–1862)
- ks. Jan Sucharski (1862–1907)
- ks. Albin Kroplewski (1907–1912)
- ks. Leon Reimer (1912–1921)
- ks. Emil Sowiński (1921–1922)
- ks. Leon Tychnowski (1923–1932)
- ks. Stefan Piesik (1932–1936)
- ks. Sylwester Felchner (1936–1969)
- ks. Kazimierz Raepke (1969–1995)
- ks. Jan Flisikowski (1995–2009)
- ks. Ryszard Górny (od 2009)